# ツーブロック

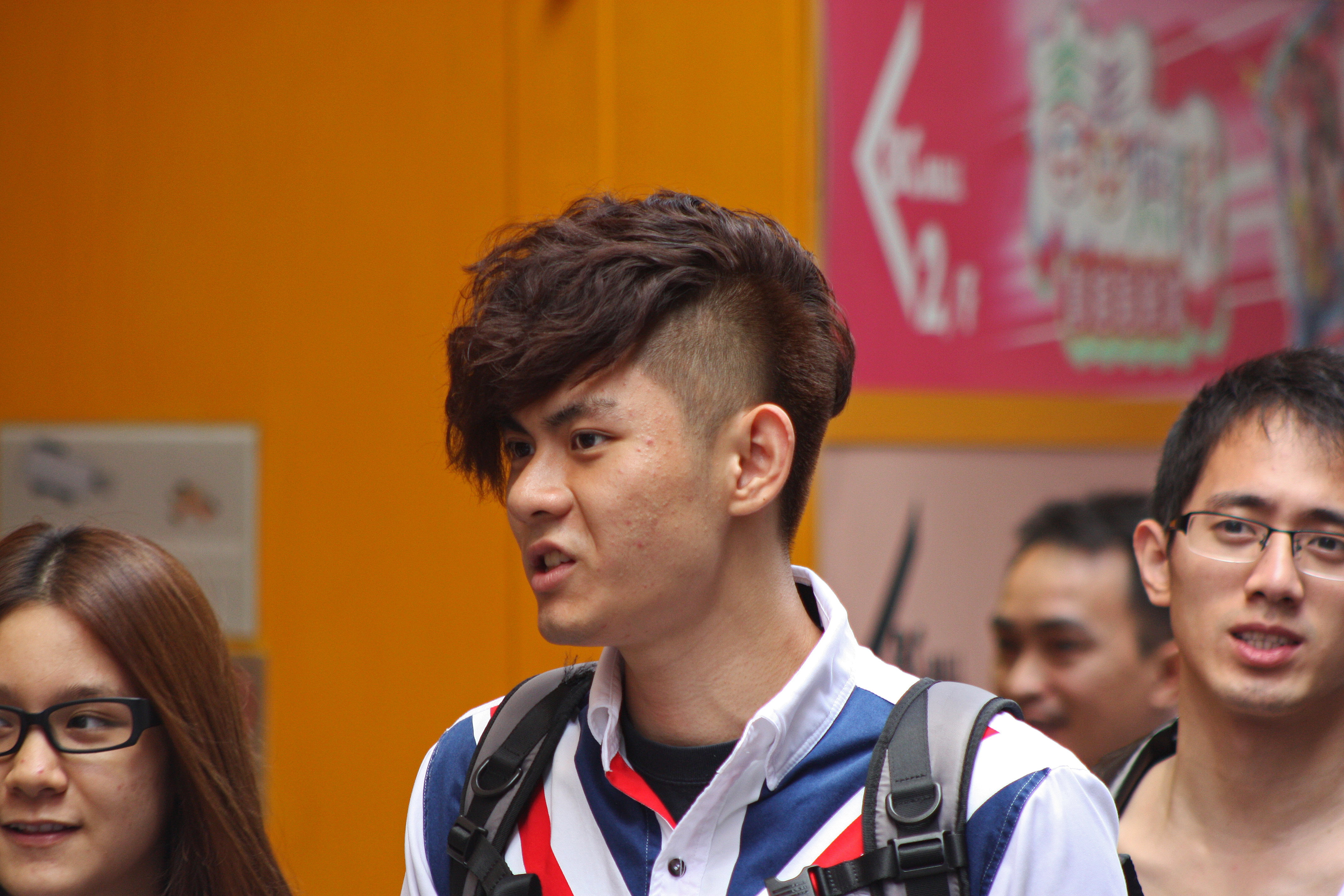
男性のツーブロック・カット（香港）

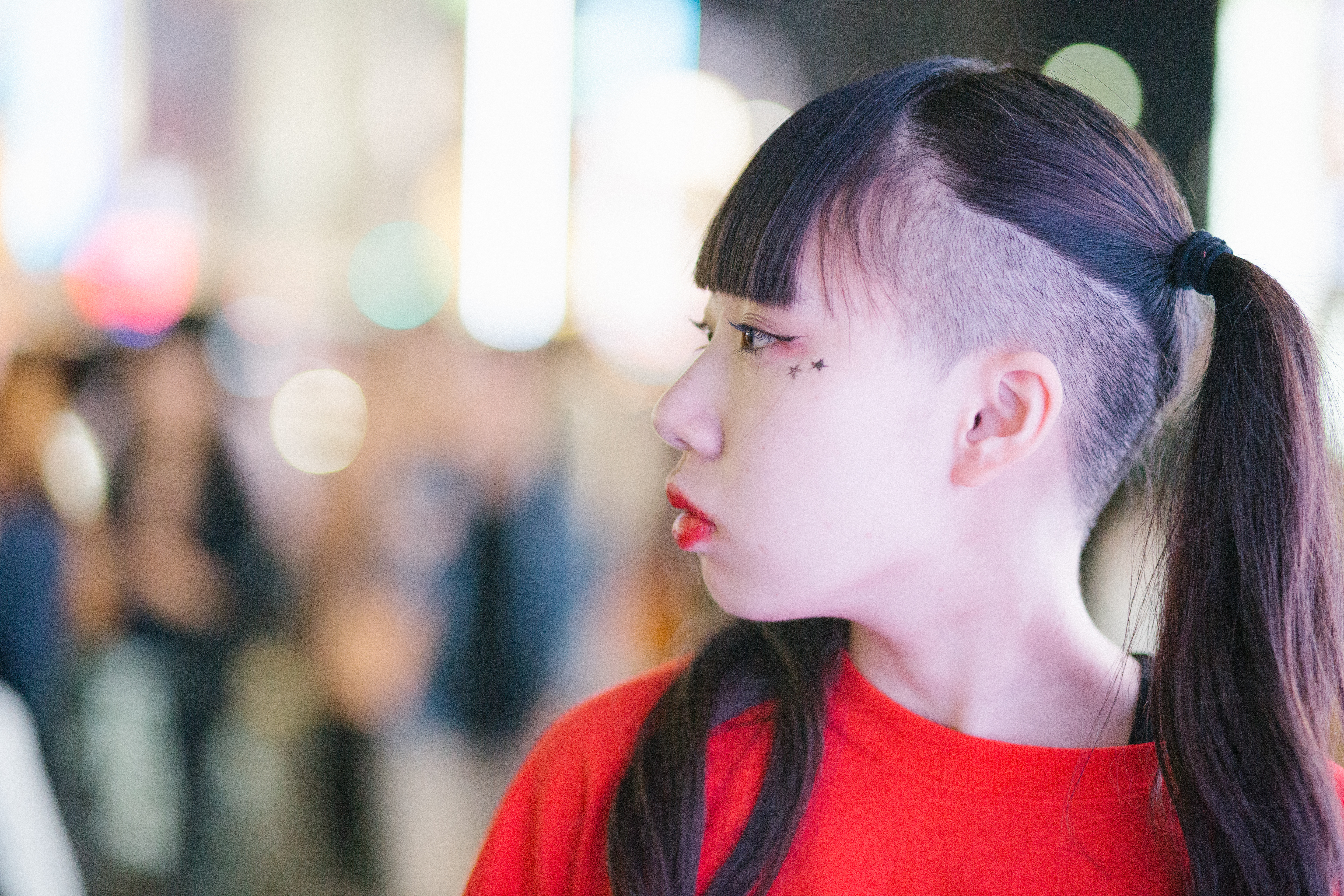
女性のツーブロック・カット（東京・原宿）

ツーブロック（トゥーブロック）もしくはツーブロック・カット（トゥーブロック・カット）（和製英語：two block cut）とは、おかっぱ頭の下半分をバリカンで刈り上げて上半分をそのまま残し、段差が出来るようにしたヘアスタイル。

## 概要
ツーブロック（トゥーブロック）は頭頂部に十分な毛量をキープしたうえで、側頭部、もみあげ、襟足等を短くカットした髪型で、その長さには定義がなく、明らかに長さの違う髪のブロックが2箇所あるかどうかが判断基準となる。それに対して、かりあげは傾斜はつくものの段差は強調されない。ツーブロックは、頭頂部の長い毛髪にパーマネントウエーブをかけたり、オールバックにしたりというアレンジも可能である。
ツーブロック（トゥーブロック）は、日本では1990年代に若い男性を中心に爆発的に流行したが、YMO（イエロー・マジック・オーケストラ）のメンバーがしていたテクノカット+ツーブロック+ボブのスタイルが特に脚光を浴びた。また、1989年ワールドカップバレーボールで活躍したアメリカ男子チームの人気選手、アダム・ジョンソン等のツーブロック（トゥーブロック）ヘアも注目された。以降、日本では俳優の吉田栄作、福山雅治等の影響もあって人気が高かった。2000年代からツーブロックの人気が再上昇したが、これは俳優の小栗旬、伊勢谷友介、オダギリジョー等の影響もあるといわれる。このスタイルは女性からも一定の支持を得ており、ツーブロックを披露する芸能人も増えている。
なお、サイドのツーブロックで襟足を長めにしたスタイルは、一時期、不良（「ヤンキー」）を象徴するものであったが、ツーブロックそのものが決して「不良」にみえる理由なのではない。したがって、日本の小学校・中学校・高校・大学（短大等を含む。）・専門学校・大学院等における「ツーブロック禁止」という校則は意味をなさないものであるという指摘がある。

## ギャラリー

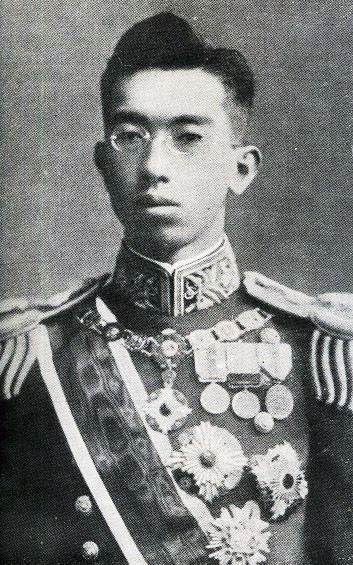
昭和天皇の皇太子時代のツーブロック（1924年）
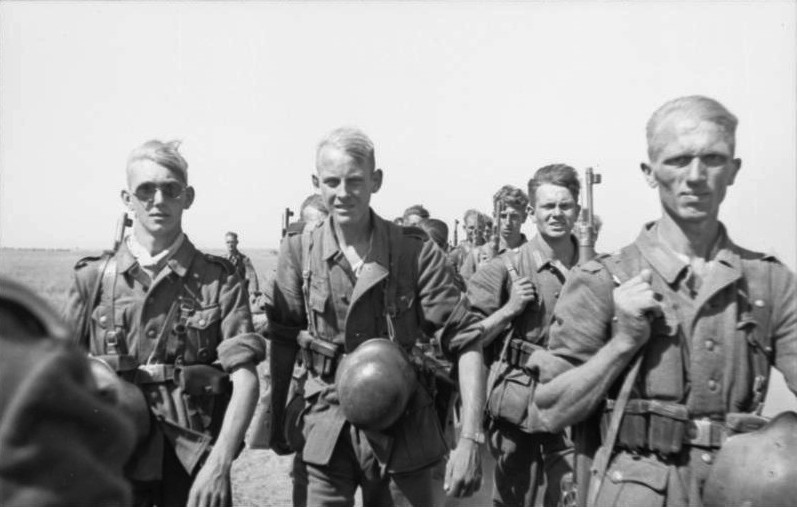
ツーブロックのドイツ国防軍兵士（1942年）
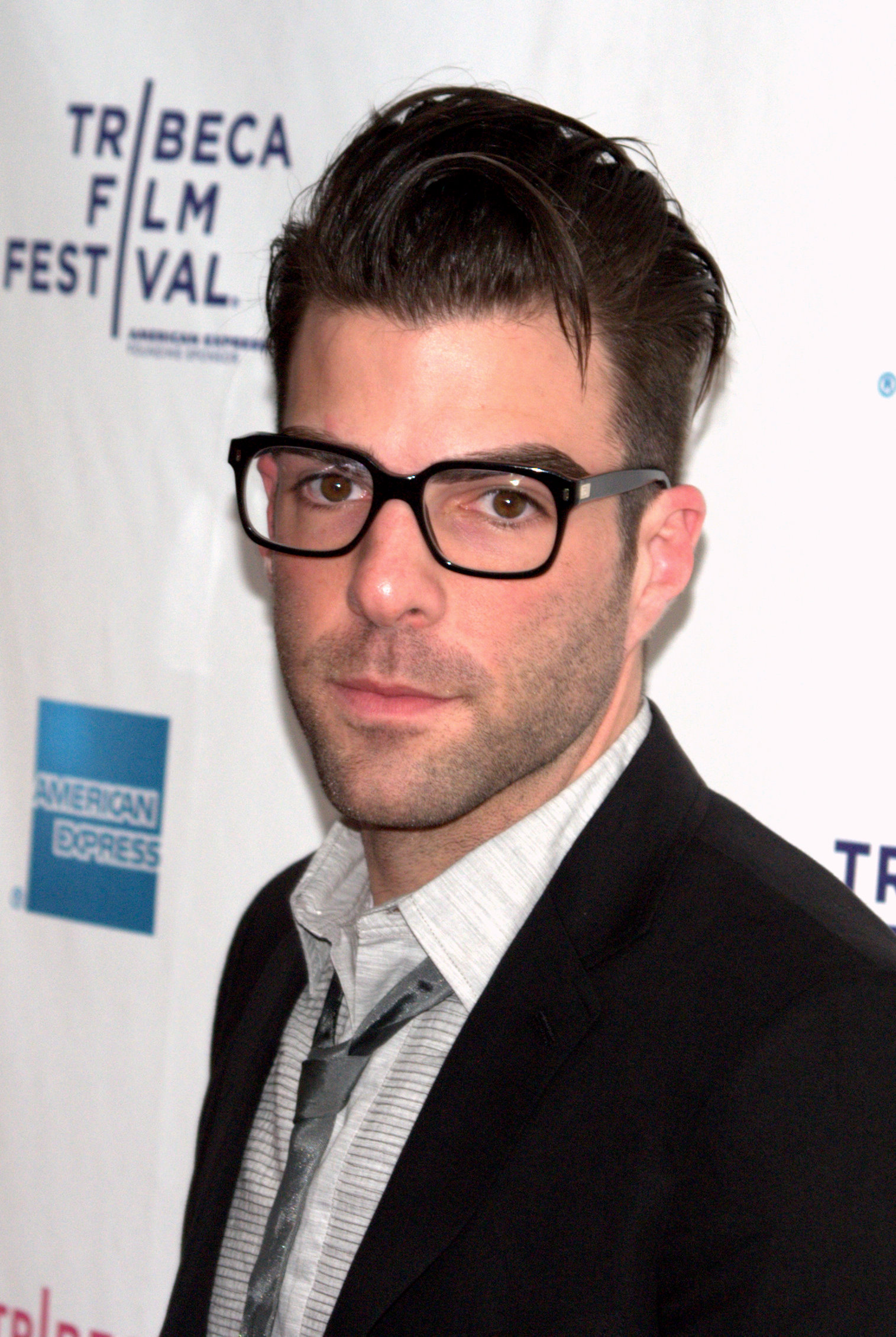
ザカリー・クイント
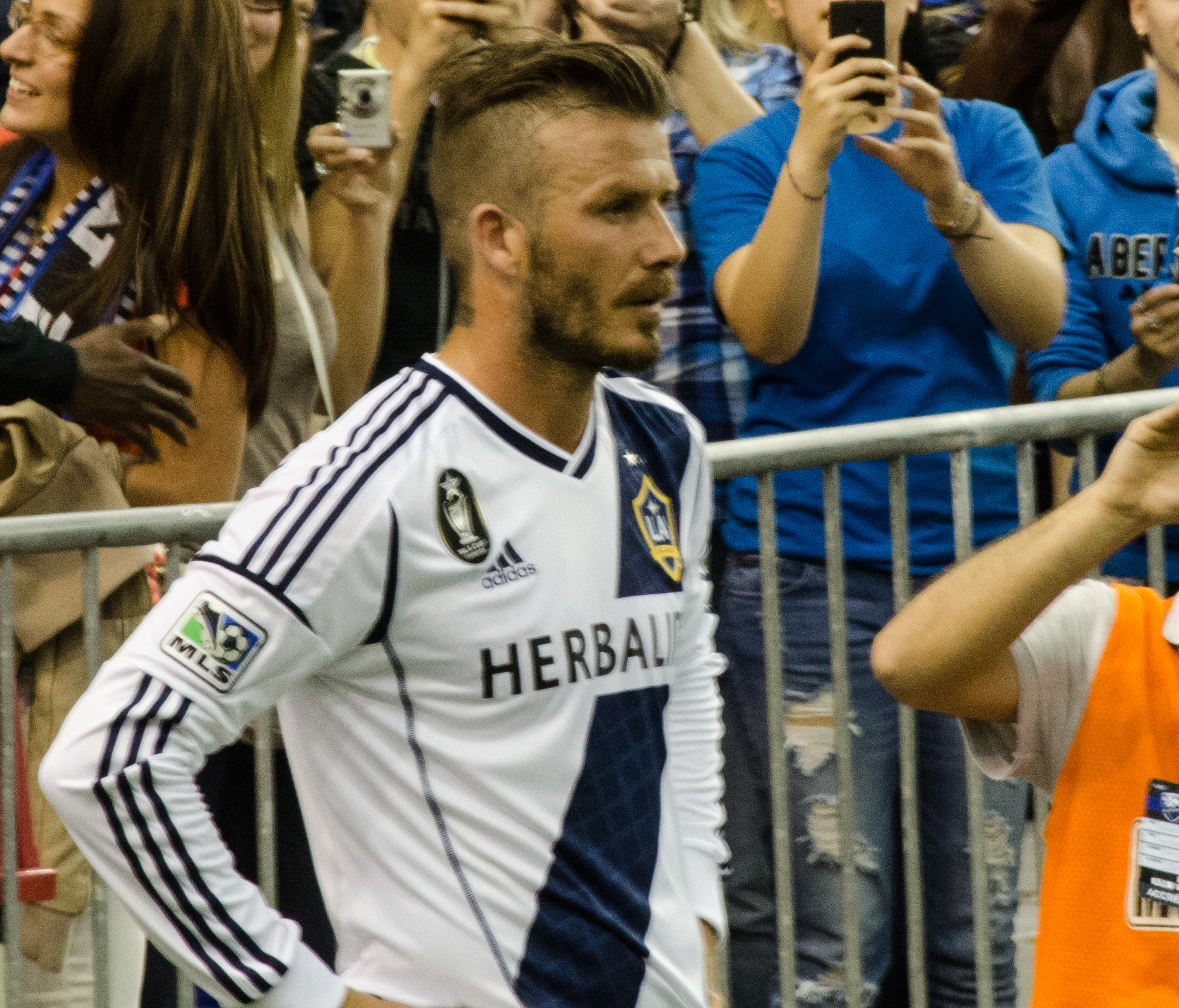
デビッド・ベッカム
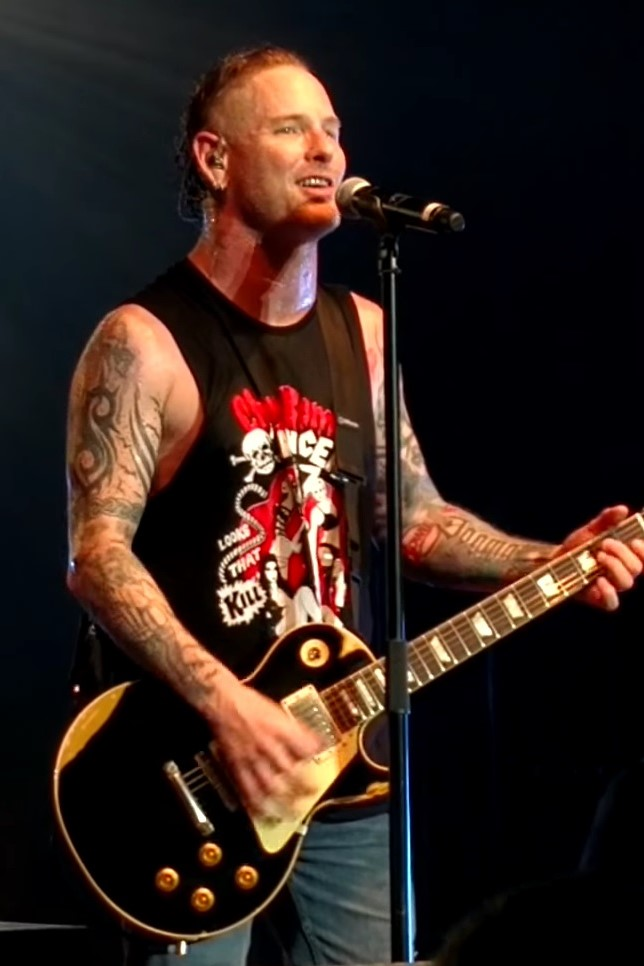
コリィ・テイラー
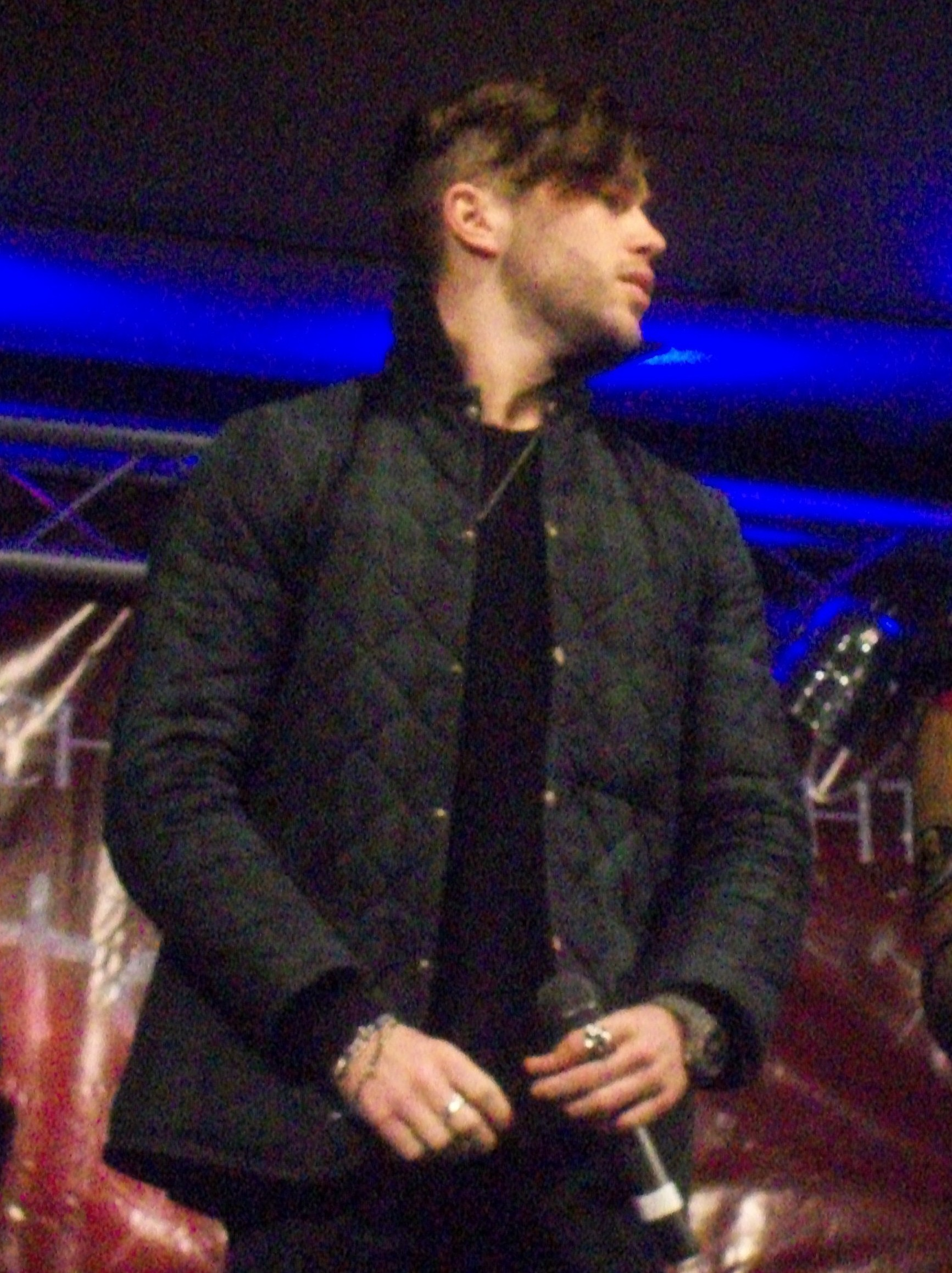
アレックス・マードック
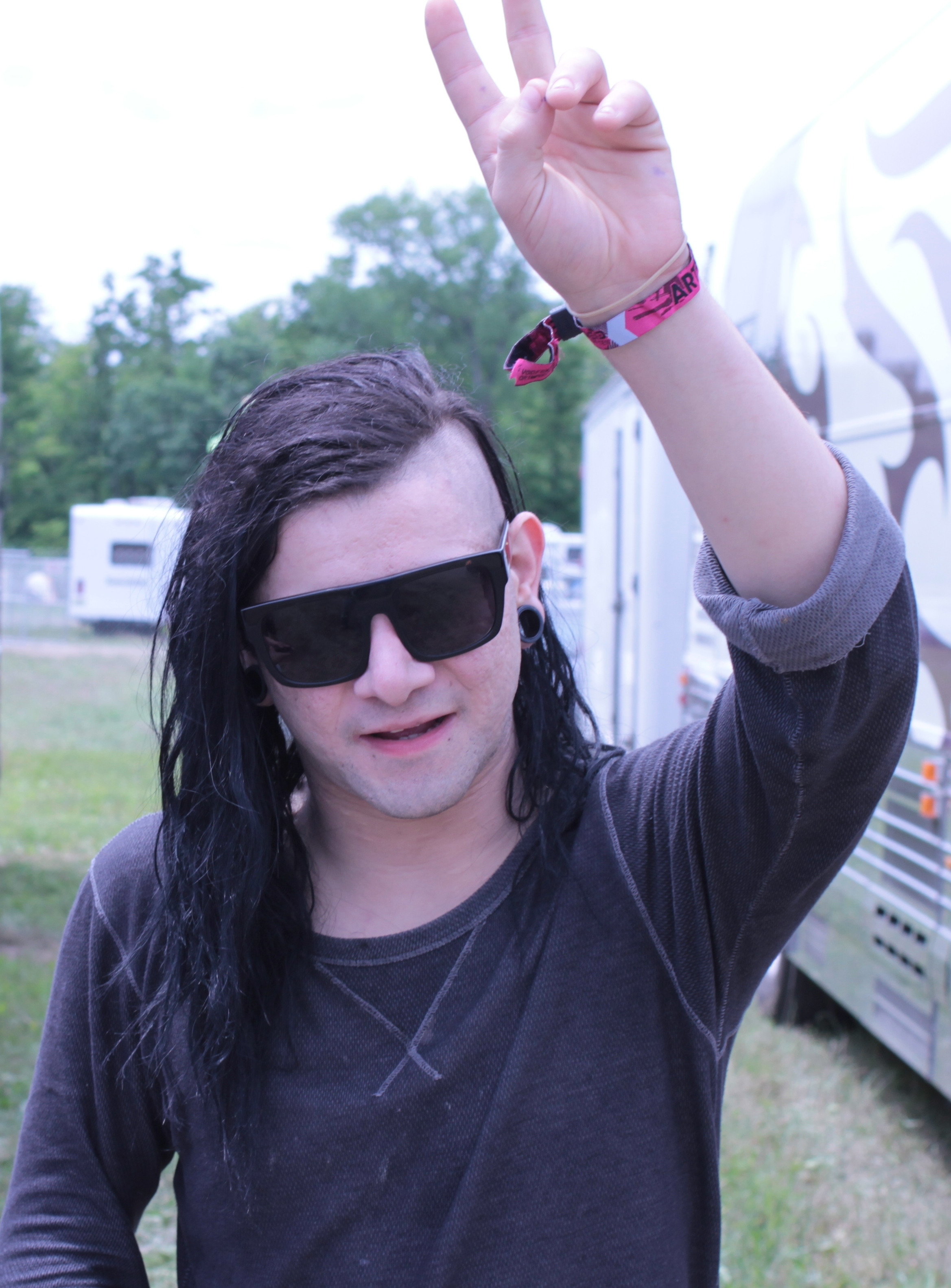
スクリレックス
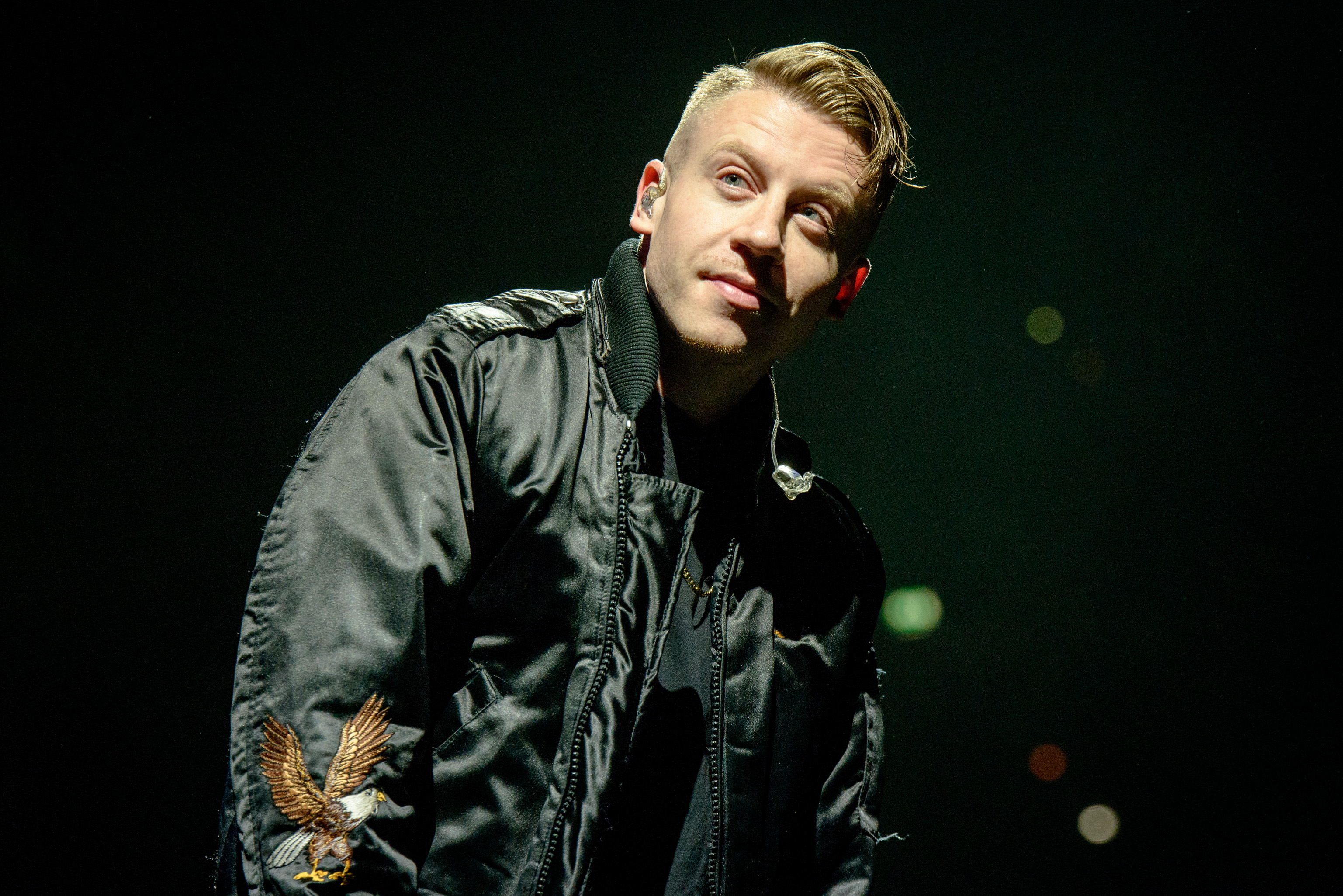
マックルモアー
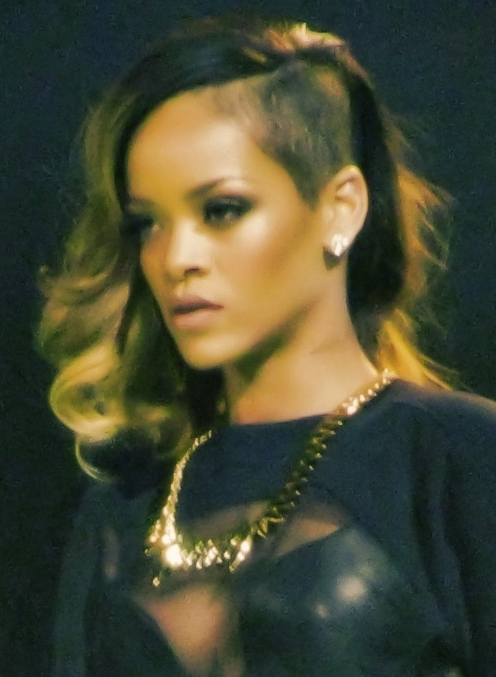
リアーナ
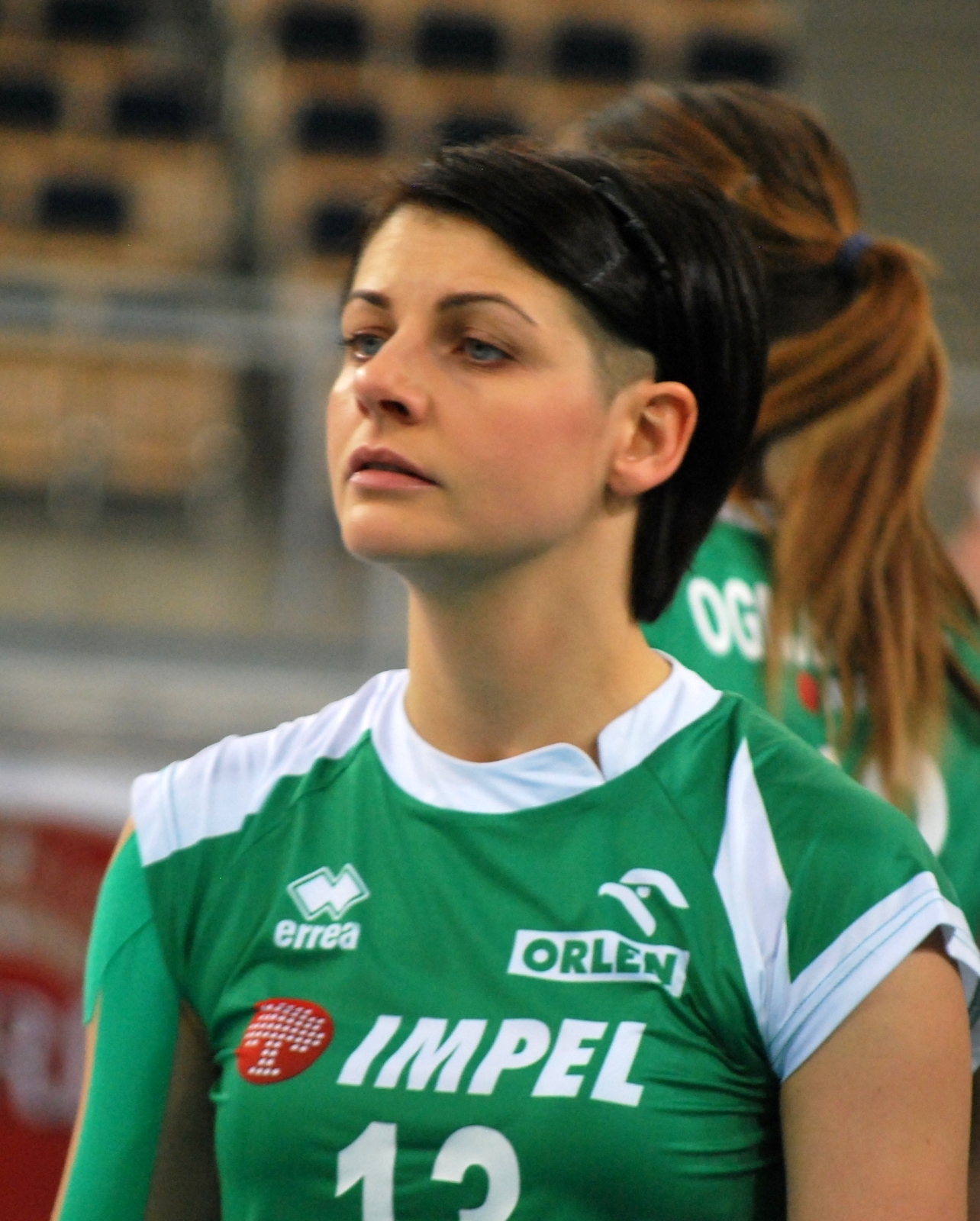
ミレナ・ロスネル
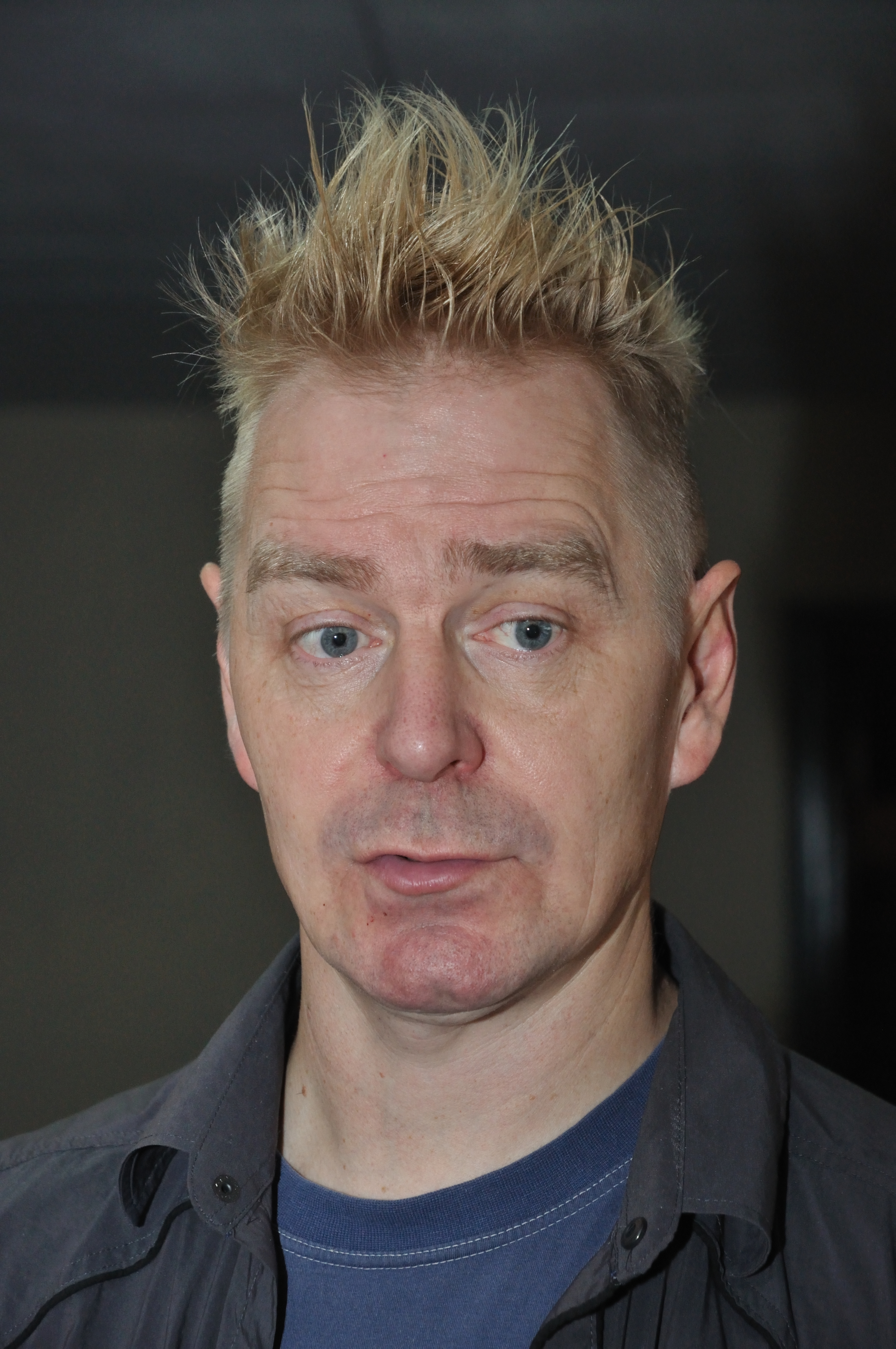
ハッリ・モントネン
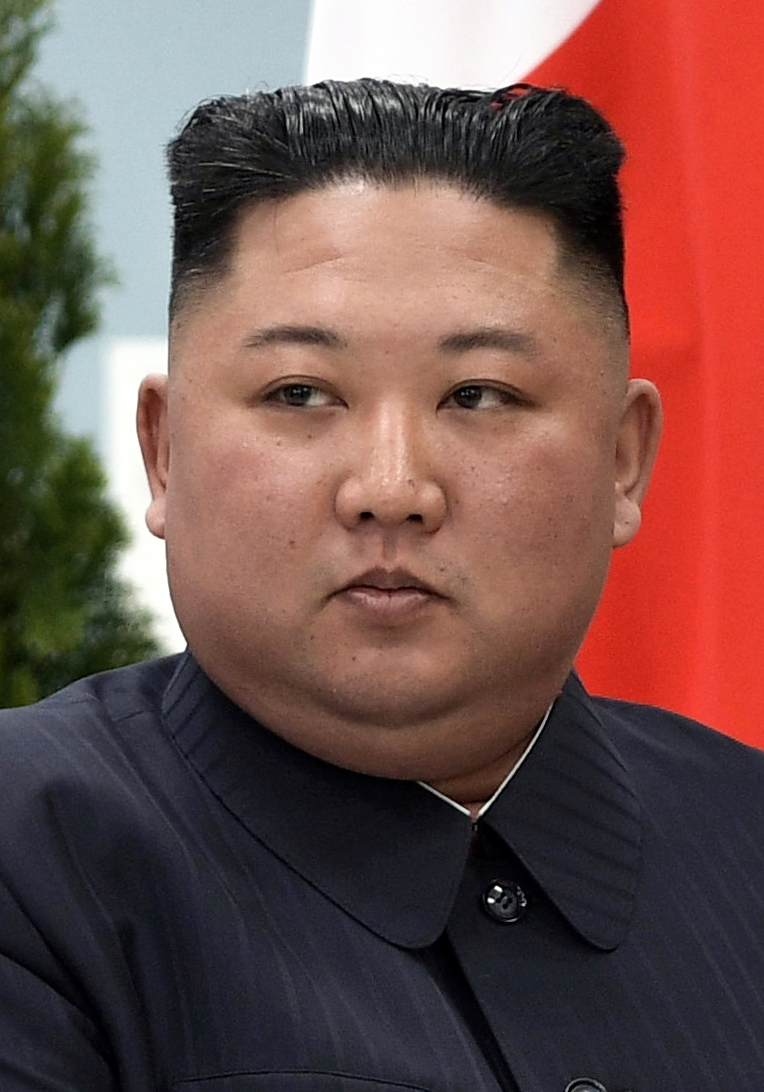
金正恩
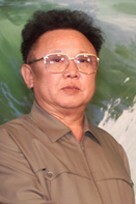
金正日
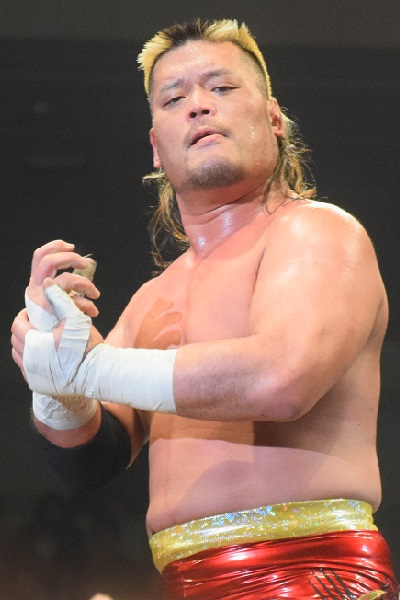
天山広吉
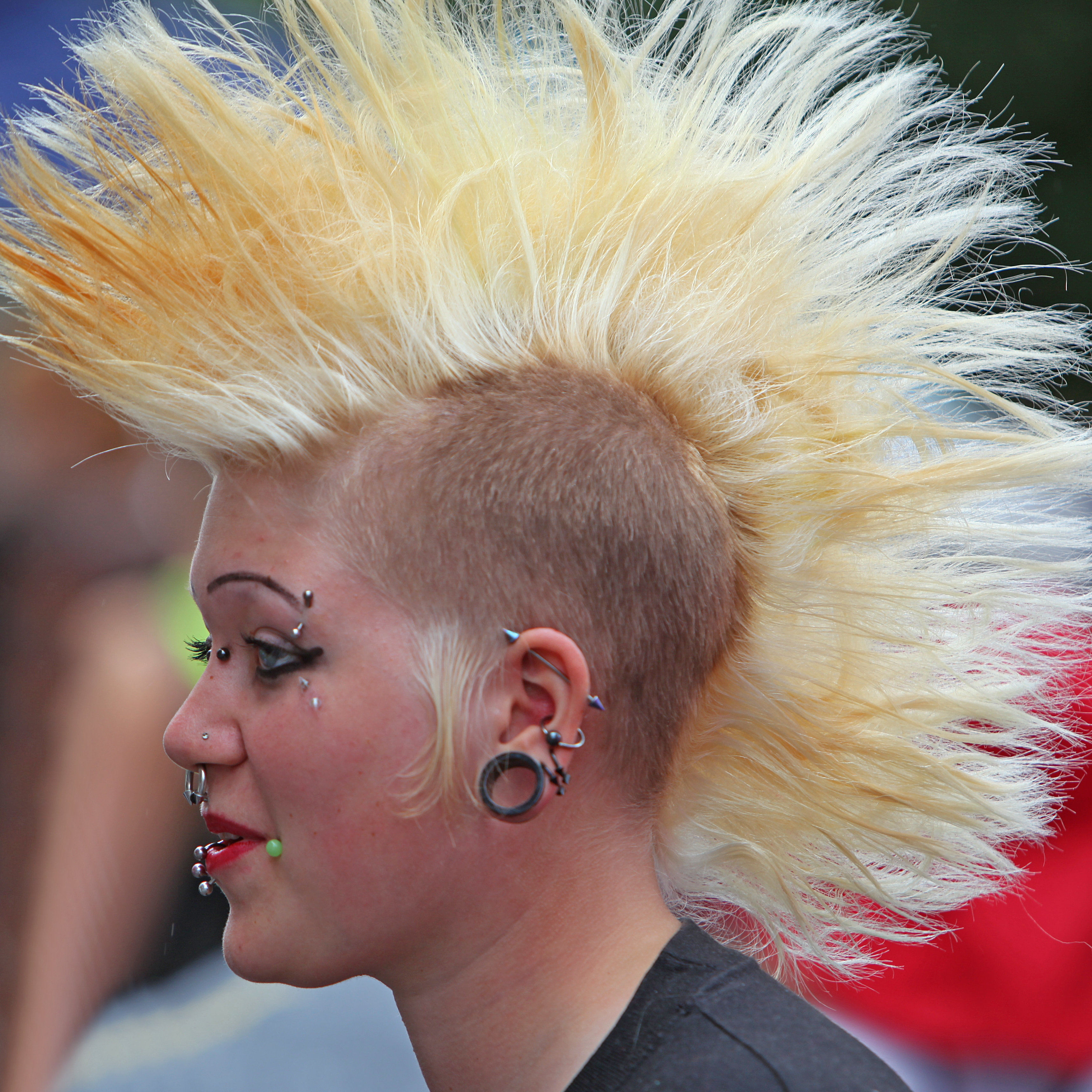
モヒカン刈り